# Tremaster mirabilis
Tremaster mirabilis is een zeester uit de familie Asterinidae.
De wetenschappelijke naam van de soort werd in 1880 gepubliceerd door Addison Emery Verrill.